# Адміністративний поділ Іспанії

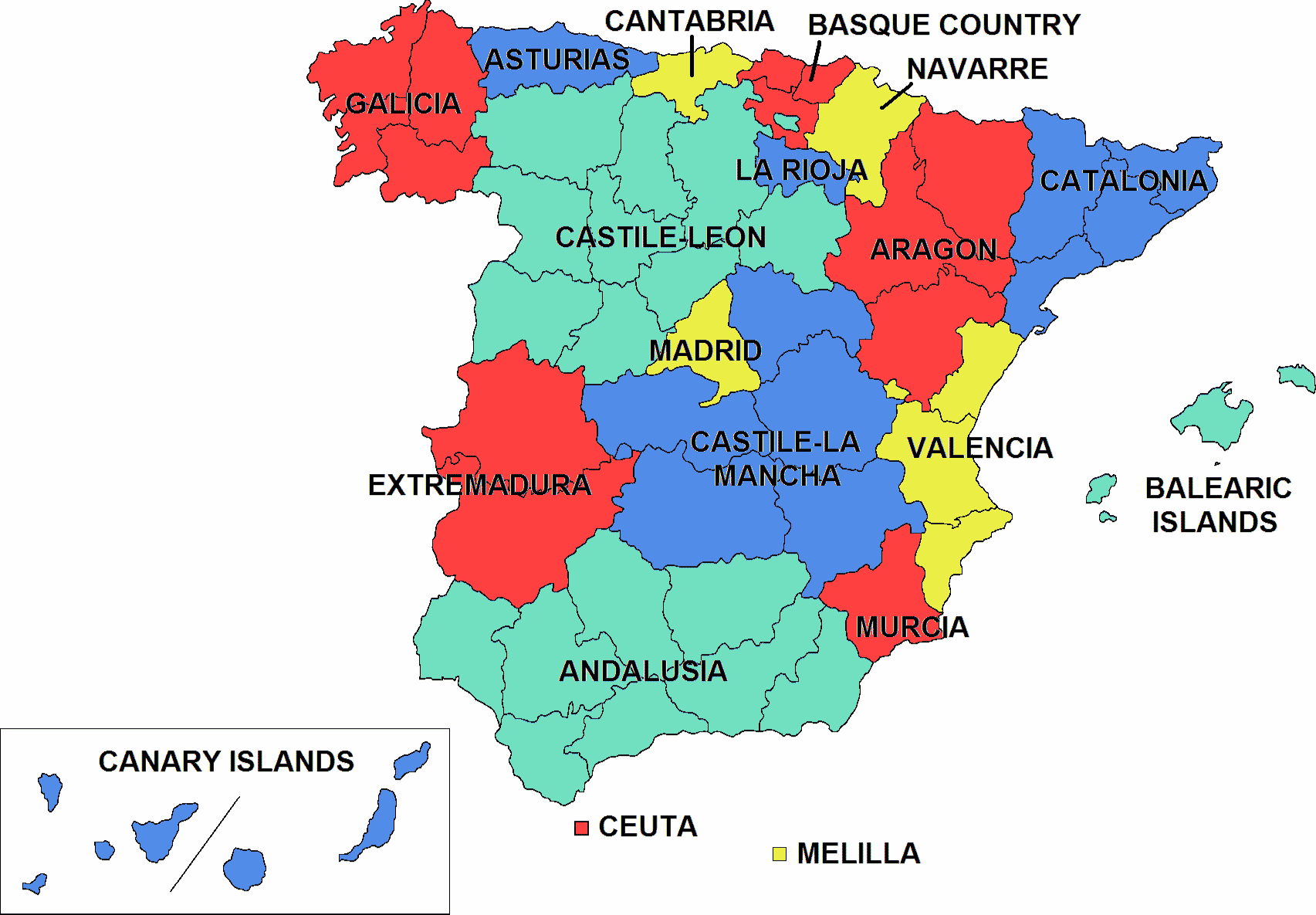
Адміністративний поділ Іспанії

Адміністрати́вний по́діл Іспа́нії — адміністративно-територіальний поділ Іспанії. Країна поділяється на 17 автономних спільнот, які в свою чергу підрозділяються на 50 провінцій (аналог українських областей). Провінції поділяються на комарки, ті — на муніципалітети. Часто до списку провінцій додають 2 автономних міста (так звані «великі фортеці суверенітету», — ісп. plazas mayores): Сеута та Мелілья, що розташовані на африканському континенті, але ступінь їх авторитету дещо нижчий за провінцій. Окрім того, до Іспанії належать ще 4 африканські «малі фортеці суверенітету»: острови Чафарінас, острови Алусемас, острови Пеньйон-де-Велес-де-ла-Гомера та острів Перехіль. Жодний зі згаданих островів не має постійного населення.

## Структура
- Іспанія
  - Автономна спільнота (comunidad autónoma)
    - Провінція (provincias)
      - Комарка (comarca)
        - Муніципалітет (municipios / concejos)
          - Парафія (parroquia)

## Таблиця
| №                   | Назва              | Площа (км²) | Населення 2005 | Центр                       | Склад                     | Докладніше |
| Автономні спільноти |                    |             |                |                             |                           |            |
| 1                   | Андалусія          | 87 590      | 7 849 799      | Севілья                     | 8 провінцій               | докладніше |
| 2                   | Арагон             | 47 818      | 1 269 027      | Сарагоса                    | 3 провінції               | докладніше |
| 3                   | Астурія            | 10 604      | 1 076 635      | Ов'єдо                      | 1 провінція               | докладніше |
| 4                   | Балеарські острови | 4 992       | 983 131        | Пальма-де-Майорка           | 1 провінція               | докладніше |
| 5                   | Валенсія           | 23 255      | 4 692 449      | Валенсія                    | 3 провінції               | докладніше |
| 6                   | Галісія            | 29 574      | 2 762 198      | Сантьяго-де-Компостела      | 4 провінції               | докладніше |
| 7                   | Естремадура        | 41 634      | 1 083 879      | Мерида                      | 2 провінції               | докладніше |
| 8                   | Канарські острови  | 7 447       | 1 968 280      | Лас-Пальмас-де-Гран-Канарія | 2 провінції               | докладніше |
| 9                   | Кантабрія          | 5 253       | 542 275        | Сантандер                   | 1 провінція               | докладніше |
| 10                  | Кастилія-Ла-Манча  | 79 409      | 1 894 667      | Толедо                      | 5 провінцій               | докладніше |
| 11                  | Кастилія і Леон    | 93 813      | 2 510 849      | Вальядолід                  | 9 провінцій               | докладніше |
| 12                  | Каталонія          | 32 091      | 6 995 206      | Барселона                   | 4 провінції               | докладніше |
| 13                  | Країна Басків      | 7 089       | 2 124 846      | Віторія-Гастейс             | 3 провінції               | докладніше |
| 14                  | Ла-Ріоха           | 5 028       | 301 084        | Логроньйо                   | 1 провінція               | докладніше |
| 15                  | Мадрид             | 8 022       | 5 964 143      | Мадрид                      | 1 провінція               | докладніше |
| 16                  | Мурсія             | 11 313      | 1 335 792      | Мурсія                      | 1 провінція               | докладніше |
| 17                  | Наварра            | 9 801       | 593 472        | Памплона                    | 1 провінція               | докладніше |
| Автономні міста     |                    |             |                |                             |                           |            |
| 1                   | Мелілья            | 13,4        | 65 488         | Мелілья                     |                           |            |
| 2                   | Сеута              | 18,5        | 75 276         | Сеута                       |                           |            |
|                     | Разом              | 504 644     | 44 108 530     | Мадрид                      | 17 областей, 52 провінції |            |